# Lugau-Oelsnitzer Steinkohlenrevier

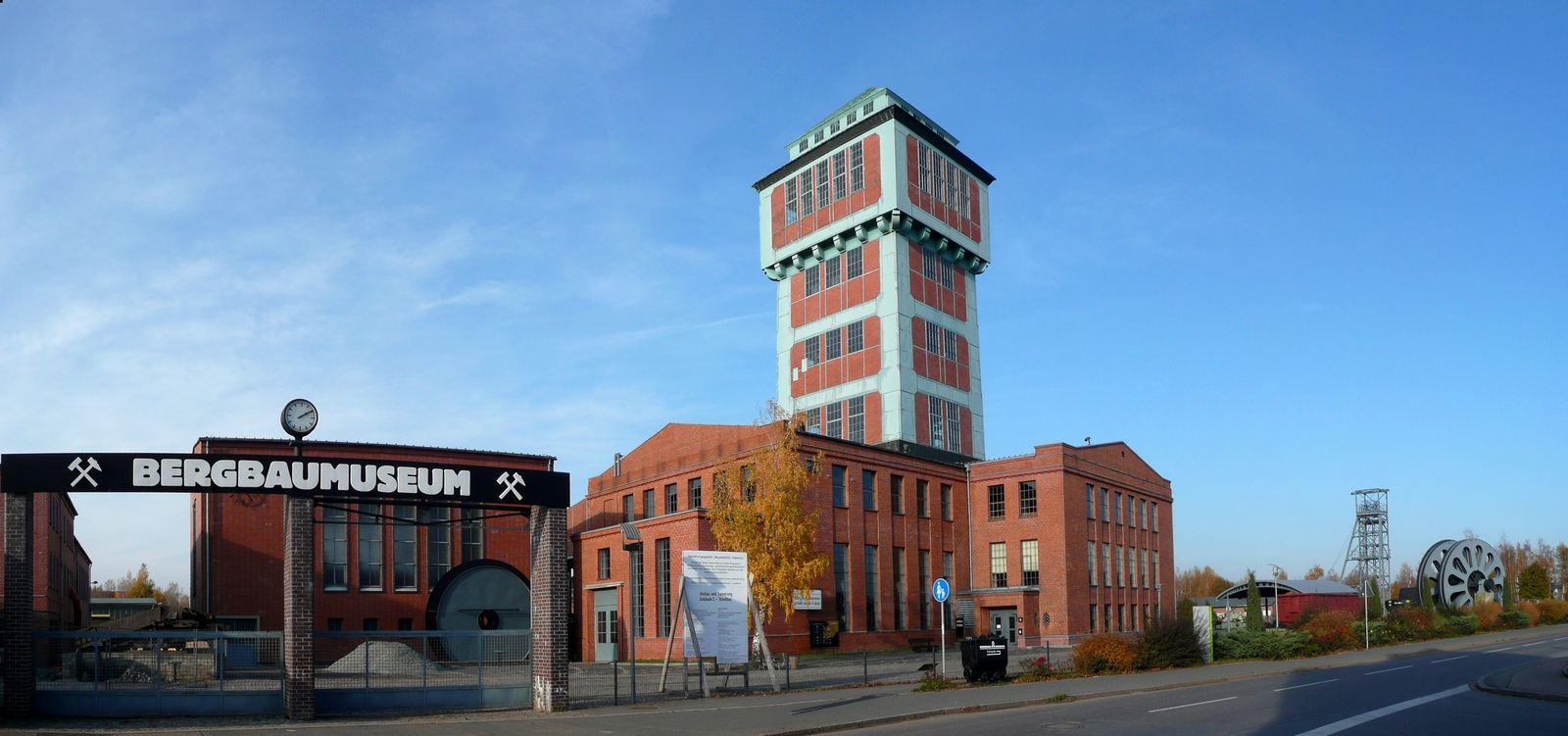
Das Bergbaumuseum Oelsnitz/Erzgeb., der ehemalige „Karl-Liebknecht-Schacht“ („Kaiserin-Augusta-Schacht“)

Das Lugau-Oelsnitzer Steinkohlenrevier ist ein heute erschöpftes Steinkohle-Bergbaugebiet in Südwestsachsen. Es war das zweitgrößte Steinkohlenrevier Sachsens und lieferte zwischen 1844 und 1971 etwa 140 Millionen Tonnen Steinkohle. In manchen Publikationen wird es auch mit dem benachbarten Zwickauer Steinkohlenrevier zum Zwickau-Oelsnitzer Steinkohlenrevier zusammengefasst, beide unterscheiden sich aber sowohl in der Geologie als auch in der geschichtlichen Entwicklung.

## Lage

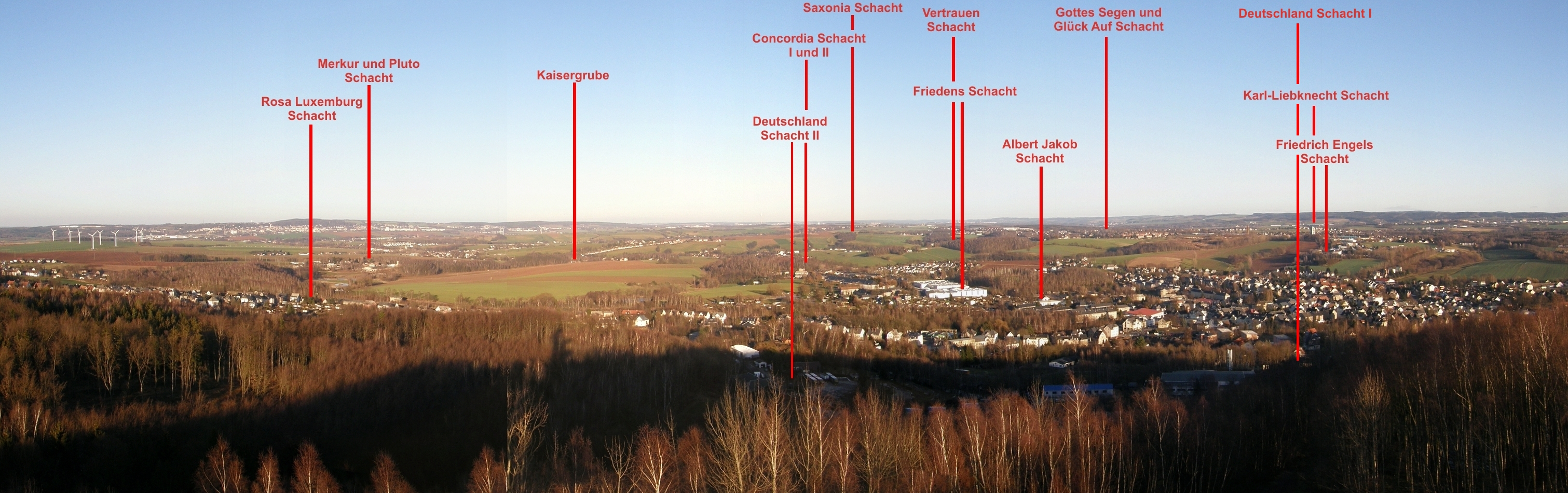
Panorama des Oelsnitz-Lugauer Steinkohlenreviers mit den Standorten wichtiger ehemaliger Bergwerke

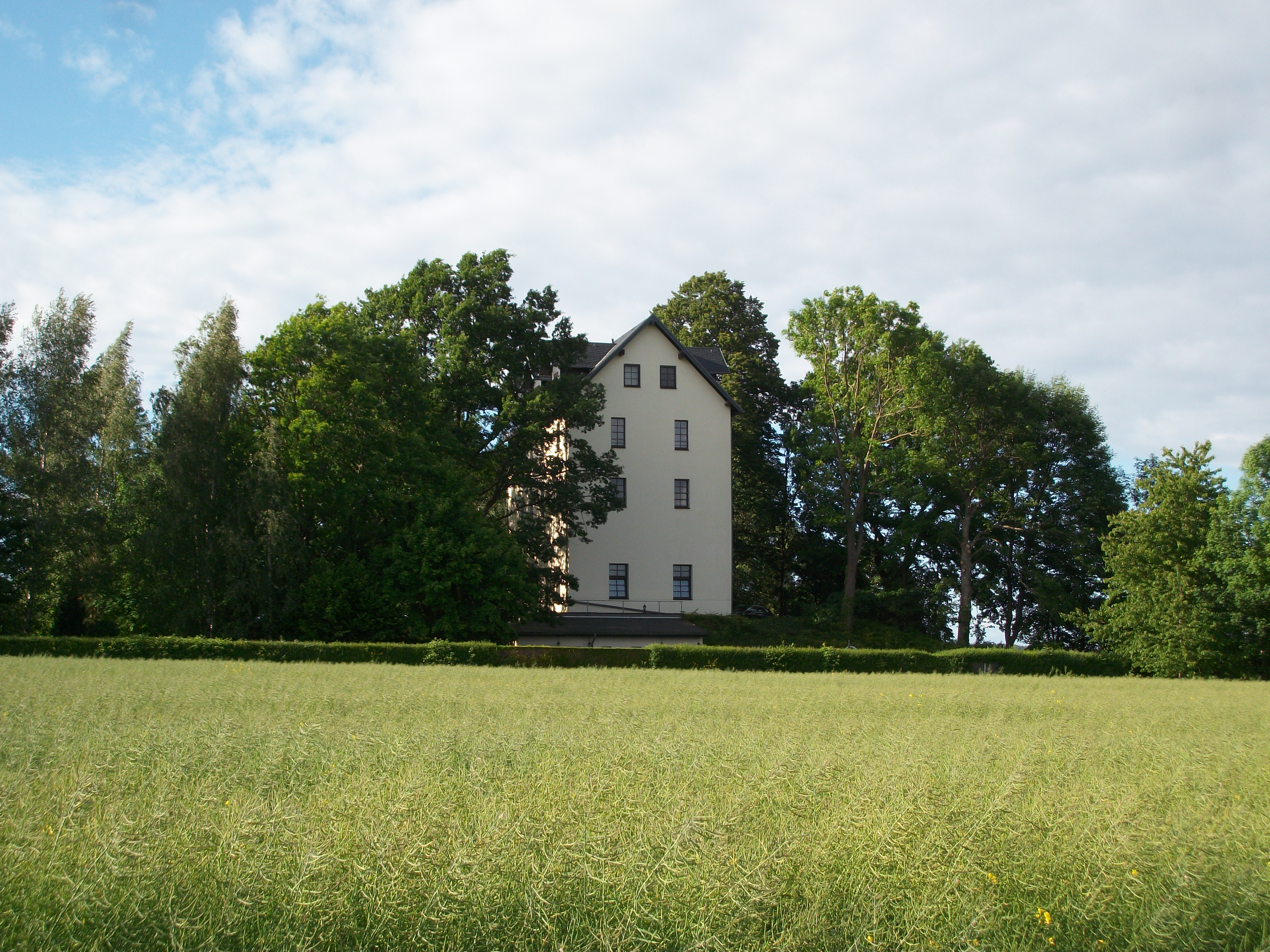
Schachthaus Mittelbach

Das Revier befindet sich zwischen Zwickau und Chemnitz. Es erstreckt sich über rund 25 km² auf den Fluren der Städte Lugau, Oelsnitz/Erzgeb., der Gemeinden Niederwürschnitz und Hohndorf im Erzgebirgskreis sowie der Gemeinde Gersdorf im Landkreis Zwickau. Im Westen grenzt es an das Zwickauer Revier, jedoch trennt eine etwa 3 km breite, flözleere Zone die beiden Reviere. Die Sächsische Kohlenstraße, welche alle sächsischen Steinkohlenabbaugebiete verbinden soll, geht beim Gasthof Promnitzer in der Flur von Oelsnitz/Erzgeb. vom Zwickauer in das Lugau-Oelsnitzer Steinkohlenrevier über.
Im Nordosten reichten die Ausläufer des Lugau-Oelsnitzer-Steinkohlenflözes (genauer die des Lugau-Würschnitzer Flözes) bis Mittelbach und Harthau. In beiden Orten gab es Bergbauversuche, die aber schnell eingestellt wurden. Der Abbau war offenbar hier nicht kostendeckend. Siehe:
- Chemnitz-Harthau#Bergbau in Harthau
- Chemnitz-Mittelbach#Bergbau in Mittelbach

Erhalten blieb in Mittelbach das sogenannte „Schachthaus“ (Landgraben 8, Mittelbach), ein früher Förderturm. Auch in Grüna bei Chemnitz wurden Schächte abgeteuft, so auch der Beharrlichkeitsschacht auf dem Hexenberg. Auch in Grüna stellte man die Bergbauversuche bald wieder ein.

## Geologie
| Obere Flözzone  | Neuflöz 1        |
| Obere Flözzone  | Neuflöz 2        |
| Obere Flözzone  | Neuflöz 3        |
| Obere Flözzone  | Oberflöz         |
| Untere Flözzone | Hoffnungflöz     |
| Untere Flözzone | Glückaufflöz     |
| Untere Flözzone | Vertrauenflöz    |
| Untere Flözzone | Hauptflöz        |
| Untere Flözzone | Zwischenflöz     |
| Untere Flözzone | Grundflöz        |
| Untere Flözzone | Kneiselflöz      |
| Untere Flözzone | Unbenanntes Flöz |

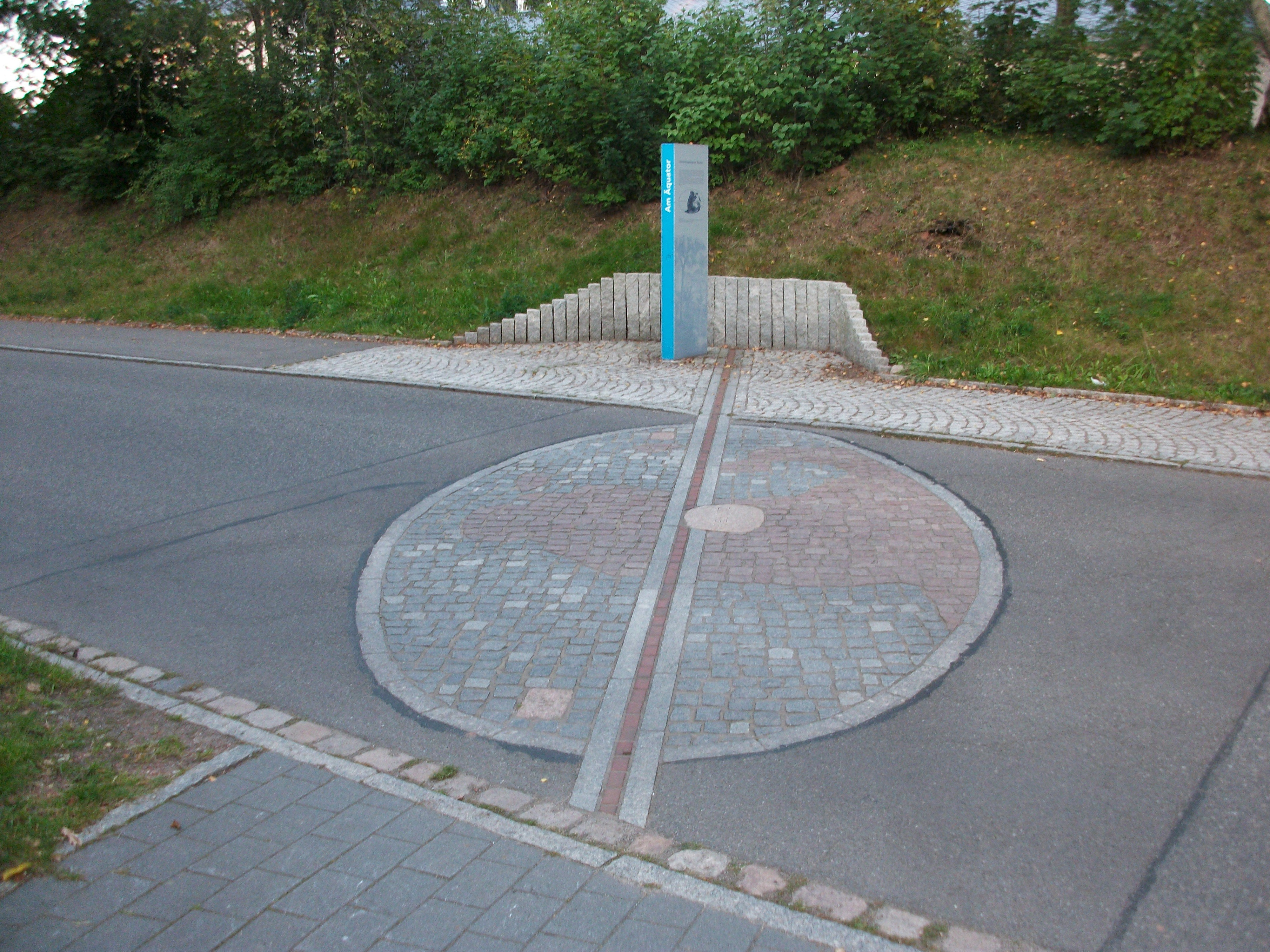
Symbolischer Äquator in der Badstraße in Oelsnitz/Erzgeb.

Die Steinkohlenlagerstätte liegt im westlichen Teil des Erzgebirgischen Beckens. Die Steinkohlenlagerstätten von Lugau-Oelsnitz und Zwickau bildeten sich gleichzeitig im Westfal D, einem Abschnitt des Siles/Oberkarbon, in einem Becken am Rand des variszischen Orogens. Es handelt sich um eine limnische Steinkohlenlagerstätte, das heißt ohne marinen Einfluss. Dieses Becken wurde vermutlich durch einen Schwemmfächer geteilt, so dass die Entwicklung im Zwickauer und Lugau-Oelsnitzer Teil unterschiedlich ablief. Die Ablagerungsfolgen beider Reviere korrelieren nicht miteinander.
Die Schichten des Oberkarbon überlagern diskordant paläozoische Phyllite des Erzgebirges. Sie haben im Lugau-Oelsnitzer Revier eine Mächtigkeit von etwa 183 m mit 12 Steinkohlenflözen. Vorherrschende Kohlenarten sind Pech- und Rußkohle. Typische Gesteine für das Karbon sind Tonschiefer und Sandsteine, welche reich an Pflanzenabdrücken sind. Das Karbon streicht in einem schmalen Streifen an der Grenze zwischen Niederwürschnitz und Lugau im Osten des Reviers aus und fällt in Richtung Nordwesten ein. Am Westrand des Reviers liegen die tiefsten Flöze bei etwa 1.200 m Teufe. In Richtung Zwickau „versteinen“ sie und fallen schließlich ganz aus.
Überlagert wird das Karbon von vulkano-sedimentären Schichten des Rotliegend, welches bis zur Oberfläche ansteht und den Böden in der Region eine typische rote Färbung verleiht.
Durch das während und nach der Bildung des Steinkohlenbeckens immer noch aktive variszische Orogen ist die Lagerstätte stark tektonisch beansprucht. Es gibt mehrere große Störungen, von denen die NE-SW verlaufenden Sprunghöhen von über 100 m erreichen können.

## Entwicklung des Bergbaus
Vor Auffinden der Steinkohle wurde das Revier landwirtschaftlich genutzt. Lugau und Oelsnitz waren kleine Gemeinden. 1831 wurde im Bereich des Ausstreichens der karbonen Schichten zwischen Lugau, Neuoelsnitz und Niederwürschnitz die erste Steinkohle gefunden, erste Bergbauversuche blieben aber ohne Erfolg. Im Jahr 1844 förderte der Zwickauer Maschinenaufseher Karl Gottlob Wolf aus 9 m Teufe die erste Steinkohle. Die Stelle des ersten Bergbaus befindet sich an der Äußeren Stollberger Straße nahe der Ortsgrenze zwischen Oelsnitz, Ortsteil Neuoelsnitz, und Niederwürschnitz. Daraufhin folgte eine rasche Entwicklung von kleinen Betrieben, vor allem durch Bauern, die auf ihren Feldern nach Kohle suchten. Diese kleinen Betriebe, wie der Trögerschacht von William Tröger, gingen aber bald wieder ein, es folgten größere Unternehmen, welche ihre Kohlenfelder mit entsprechender Technik schnell erschließen konnten.

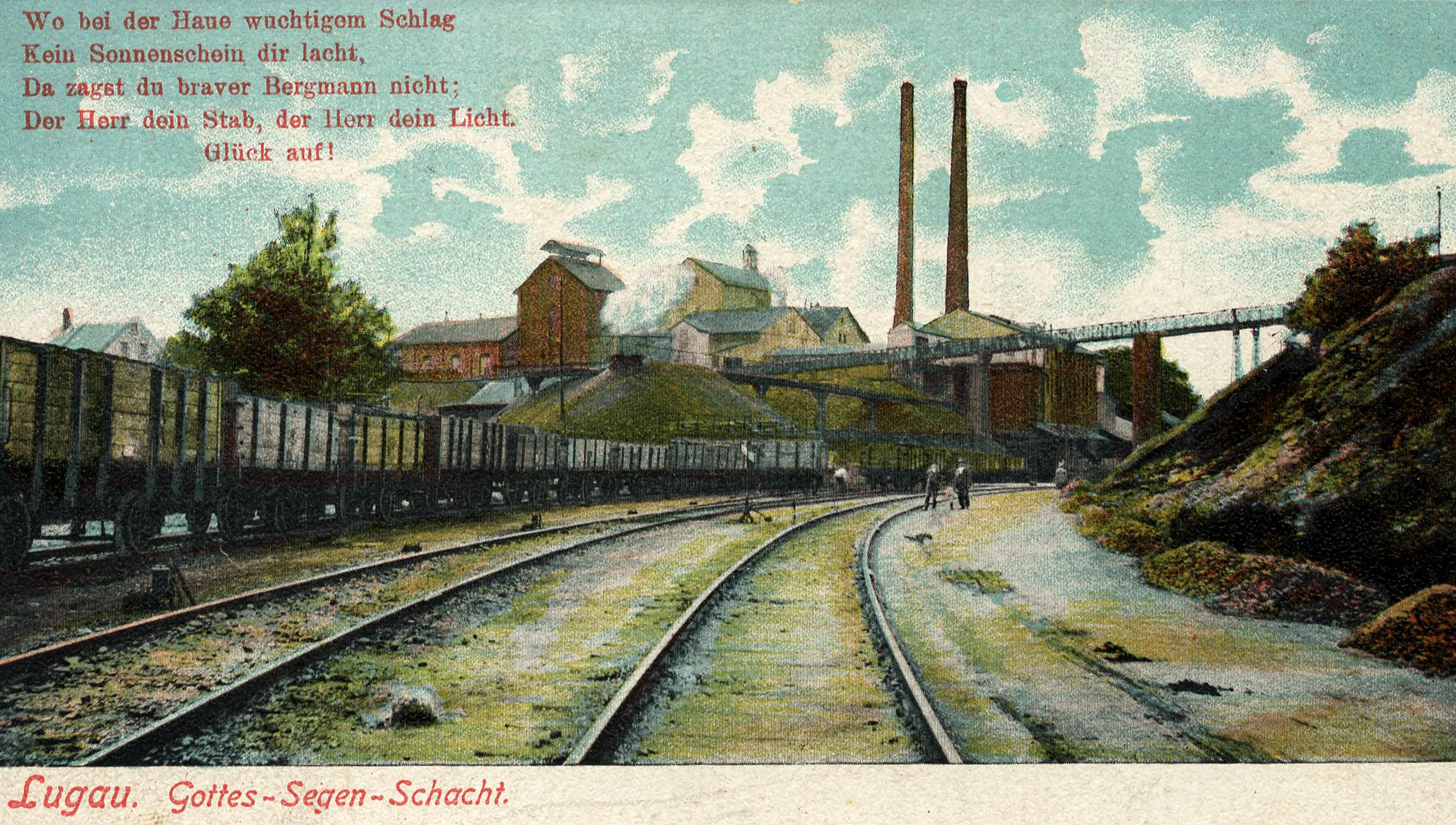
Der Segen-Gottes-Schacht um 1900

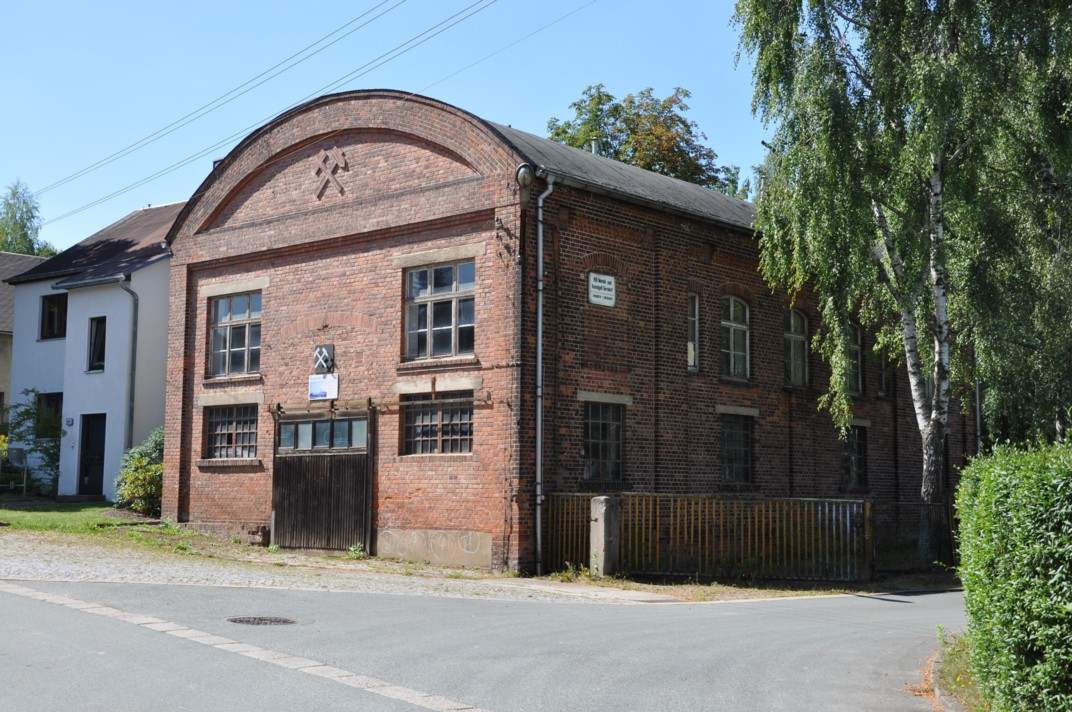
Maschinenhaus der ehemaligen Kaisergrube (2012)

Im Jahr 1856 wurde der Steinkohlenbauverein „Gottes Segen“ gegründet, der noch im selben Jahr den gleichnamigen Schacht in Lugau abteufte. 1858 wurde das Revier mit der Bahnstrecke Neuoelsnitz–Wüstenbrand der Chemnitz-Würschnitzer Eisenbahngesellschaft in Richtung Chemnitz an das Eisenbahnnetz angeschlossen. Später folgte die Bahnstrecke Stollberg–St. Egidien in Zwickauer Richtung.
1867 kam es auf der Neuen Fundgrube des Zwickau-Lugauer Steinkohlenbauvereins in Lugau zu einem Schachtbruch, durch den 101 Bergleute starben. Der Schacht wurde wieder aufgewältigt und unter dem Namen Vertrauen-Schacht wieder in Betrieb genommen. Auf Oelsnitzer Flur entwickelte sich durch die größere Teufe der steinkohleführenden Schichten der Bergbau langsamer. Die 1856 gegründete Oelsnitzer Bergbaugesellschaft mit dem Hedwig-Schacht war längere Zeit der einzige Bergbaubetreiber in der Gemeinde.

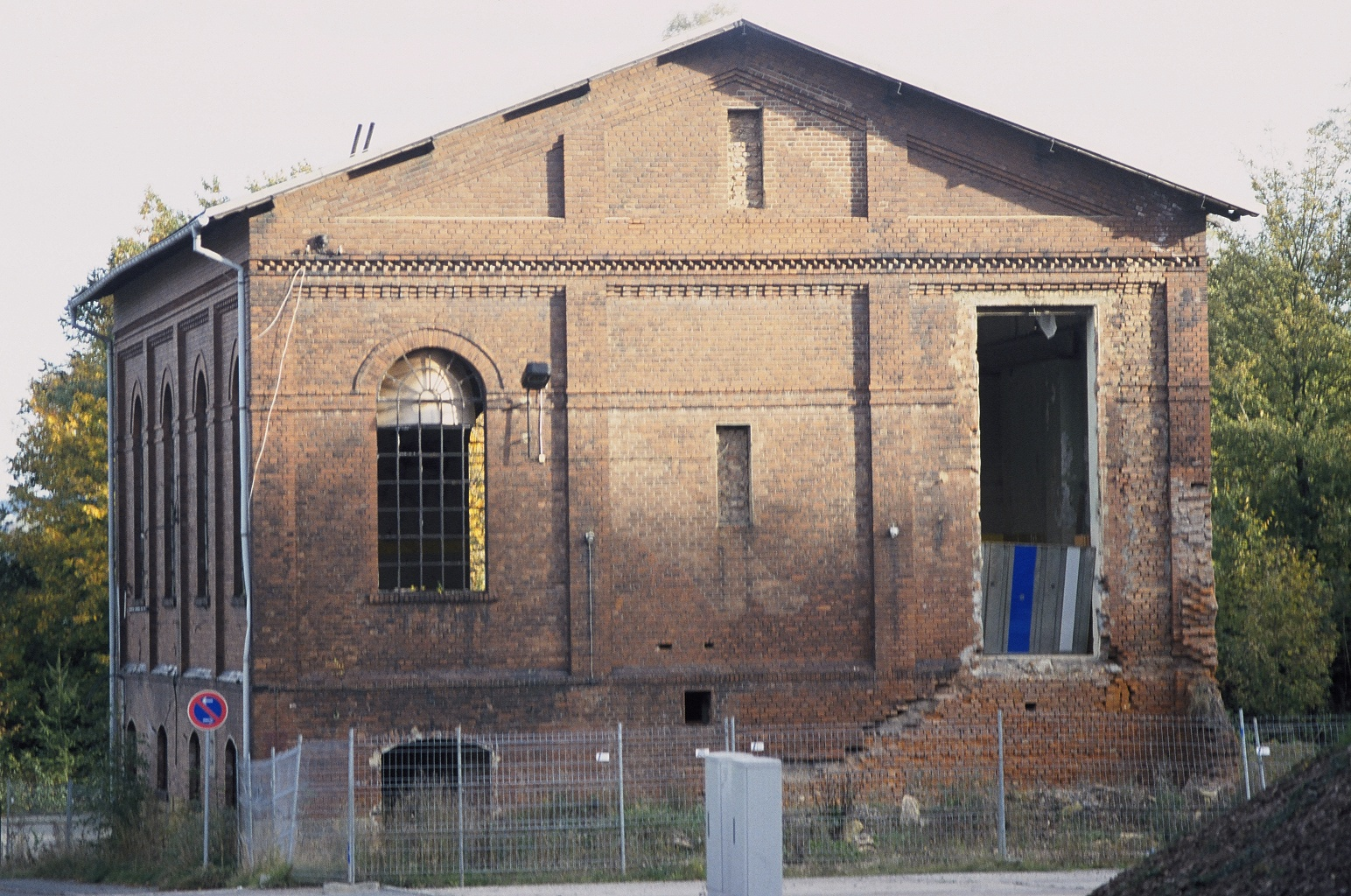
Das Fördermaschinenhaus des Schachtes Deutschland I vor dessen Umbau in ein Wohn- und Geschäftshaus 2007

Um 1870 erfolgte ein großer Aufschwung mit der Gründung vieler neuer Bergbauunternehmen in Oelsnitz, Hohndorf und Gersdorf mit vielen neuen Schächten. Bedeutend waren die Vereinsglück- und Deutschland-Schächte in Oelsnitz oder die Kaisergrube in Gersdorf. Nach Zusammenlegungen und Stilllegungen blieben 1921 nur noch drei Unternehmen übrig: die Gewerkschaft Gottes Segen, die Gewerkschaft Deutschland und der Gersdorfer Steinkohlenbauverein. In den 1920er Jahren wurde nach umfangreichen Modernisierungen die Förderung auf wenige Schachtanlagen konzentriert. Für die Gewerkschaft Gottes Segen wurde der Kaiserin-Augusta-Schacht in Neuoelsnitz zur Zentralanlage ausgebaut und die Gewerkschaft Deutschland baute die beiden Deutschland-Schächte zu ihrer Zentralanlage um. Die weiteren Schächte des Reviers wurden entweder abgeworfen oder dienten als Nebenschächte der Wetterführung, dem Materialtransport oder zur Seilfahrt. Nach Erschöpfung des Grubenfeldes stellte der Gersdorfer Steinkohlenbauverein 1944 die Förderung ein.
Nach dem Zweiten Weltkrieg wurde der Bergbau infolge der sozialistischen Wirtschaftspolitik in der Sowjetischen Besatzungszone und der folgenden DDR umorganisiert. Nach kurzzeitiger Zusammenlegung bestanden die beiden großen Bergbauunternehmen in Form des VEB Steinkohlenwerk Karl Liebknecht und des VEB Steinkohlenwerk Deutschland fort. 1960 wurden die beiden Bergbauunternehmen zum VEB Steinkohlenwerk Oelsnitz/Erzgeb. zusammengelegt. Im Jahr 1971 wurde die Förderung von Steinkohle im Revier eingestellt. Bis 1975 wurden untertägige Stilllegungsarbeiten durchgeführt und die letzten Schachtanlagen verfüllt.

## Folgenutzung des Reviers

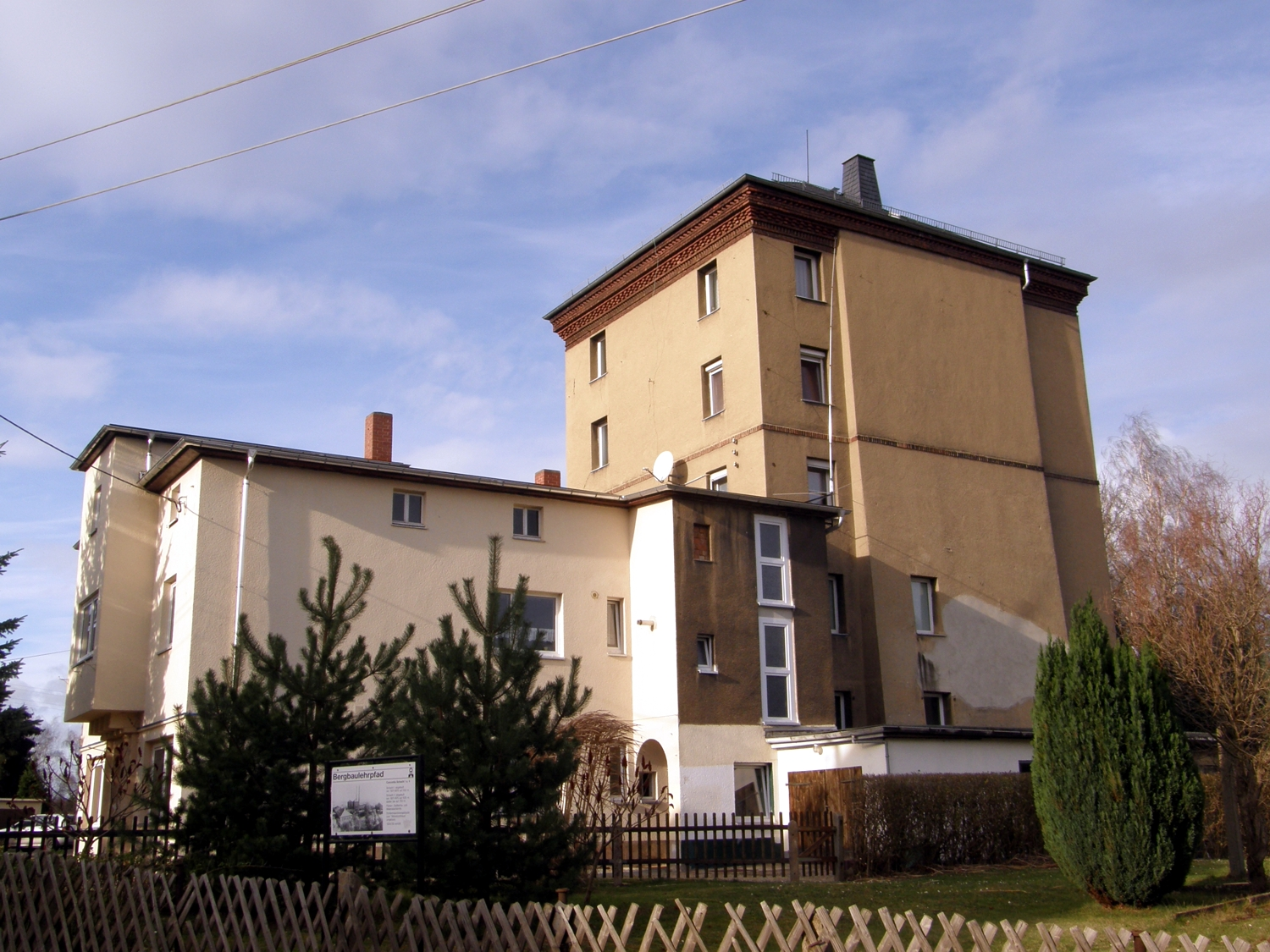
Der als Wohnhaus genutzte Malakow-Turm des Concordiaschachtes II in Oelsnitz

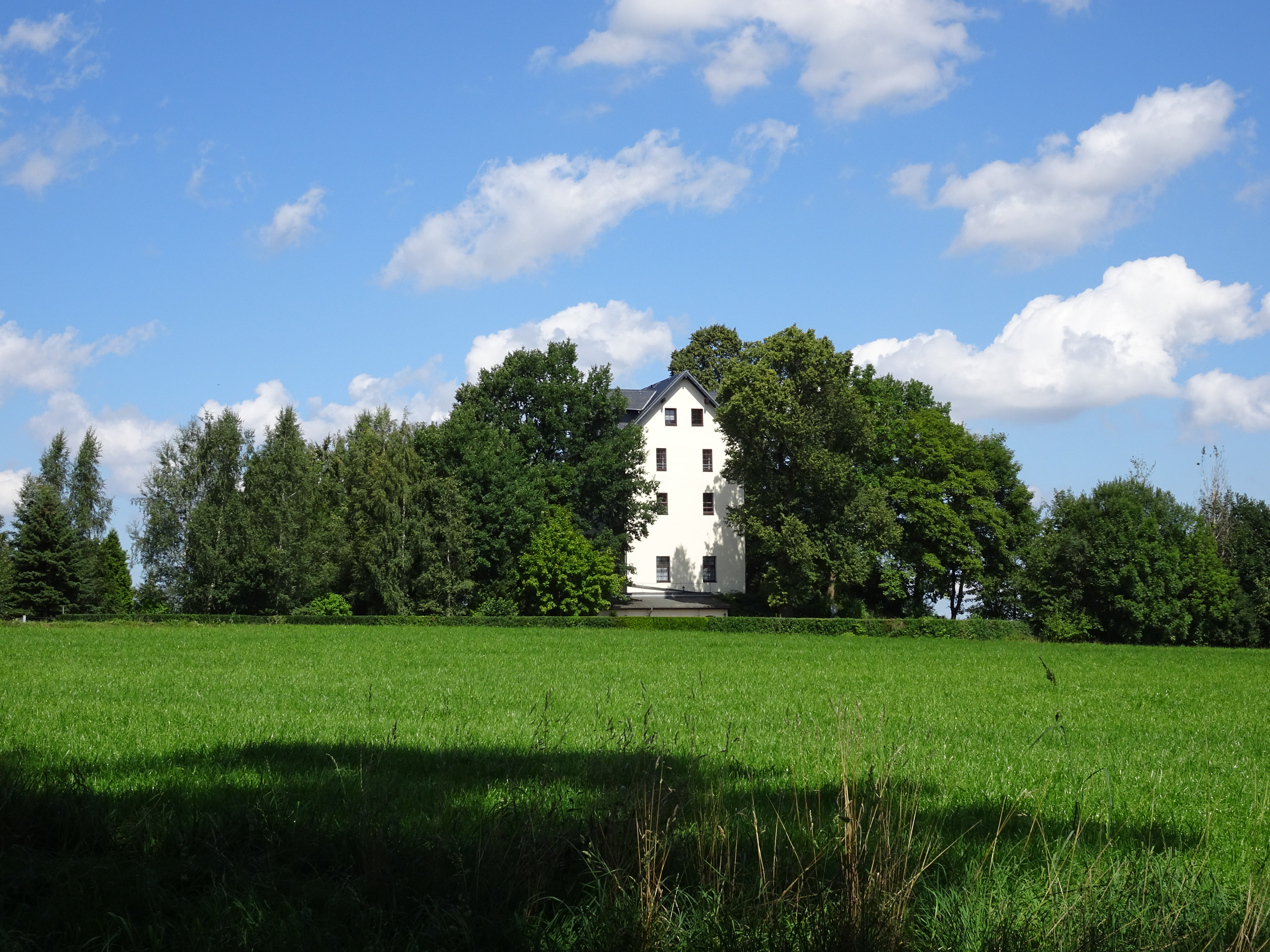
Als Wohnhaus genutztes "Schachthaus"(Förderturm, Förderung 1860–1863) in Mittelbach, mit herum aufgeschütteter Halde

Um den Verlust an Arbeitsplätzen im Bergbau auszugleichen, wurden mehrere Betriebe im Revier angesiedelt. Auf dem Gelände des „Karl-Liebknecht-Schachtes“ wurde ein Buchungsmaschinenwerk für Robotron gebaut, ebenso ein Sinterwerk, welches Haldenmaterial zu Baustoff verarbeitete. In Niederwürschnitz wurde ein Textilwerk der Textima angesiedelt. Einige Bergwerksgebäude wurden auch als Wohnhäuser oder für gewerbliche Zwecke genutzt.
Ein Teil des „Karl-Liebknecht-Schachtes“ wurde zum Bergbaumuseum Oelsnitz/Erzgebirge umgebaut, einem der größten technischen Museen in der ehemaligen DDR. Der 50 m hohe Förderturm ist eine weithin sichtbare Landmarke im ehemaligen Revier und Wahrzeichen der Stadt Oelsnitz.
Die deutsche Einheit leitete erneut eine große wirtschaftliche Transformation ein. Nach den arbeitsmarktpolitischen schwierigen Nachwendejahren gelang es jedoch leistungsfähige Unternehmen, die auch heute noch von den Kernkompetenzen, die im Bergbau erworben wurden, profitieren, anzusiedeln. Zu den wichtigen Kernbranchen der ehemaligen Bergbauregion zählen heute die Automobil- und Zulieferindustrie sowie die Metallverarbeitung und die Mikrosystemtechnik. Zu den wichtigsten Vertretern der Technologiebereiche Mobilität und Maschine gehören die Feintool System Parts Oelsnitz GmbH als Technologieführer in den Bereichen Feinschneiden und Umformen sowie die FSG Automotive GmbH als Teil der international agierenden Sodecia-Gruppe mit modularer Fertigung von Getriebebaugruppen für die Automobilindustrie. Die Firma micas AG und mehrere mit ihr verbundene Unternehmen sind Anbieter innovativer und individueller Sensor- und Elektronikprodukte. In und um Oelsnitz/Erzgeb. tragen heute mehr als 20.000, überwiegend industrielle, Arbeitsplätze zum wirtschaftlichen Wachstum bei.
Ehemalige Bergbauhalden wurden seit der Stilllegung für Freizeitaktivitäten umgestaltet und tragen heute wesentlich zur hohen Lebensqualität in der Bergbaufolgelandschaft bei. Auf der Deutschlandschachthalde wurde 2000 der Glückaufturm errichtet und in den Folgejahren die Halde für touristische Nutzung erschlossen. Sie ist heute ein beliebtes Ausflugsziel. Durch die anhaltend schwelende Halde war die Errichtung des Fundamentes für den 36 m hohen Aussichtsturm eine ingenieurtechnische Meisterleistung. Die Halde des „Gottes-Segen-Schachtes“ in Lugau wird als Motocross-Strecke genutzt, hier finden auch Läufe zur Deutschen Meisterschaft statt.
In den Jahren 2012 bis 2015 wurde der ehemalige Kohleumschlagbahnhof Oelsnitz, eine fast 10 Hektar große Industriebrache, zur 7. Sächsischen Landesgartenschau Oelsnitz/Erzgeb. 2015 umgebaut und steht seit Frühjahr 2016 als öffentliche Parkanlage den Einwohnern und ihren Gästen zur Verfügung.

## Bergbaufolgen

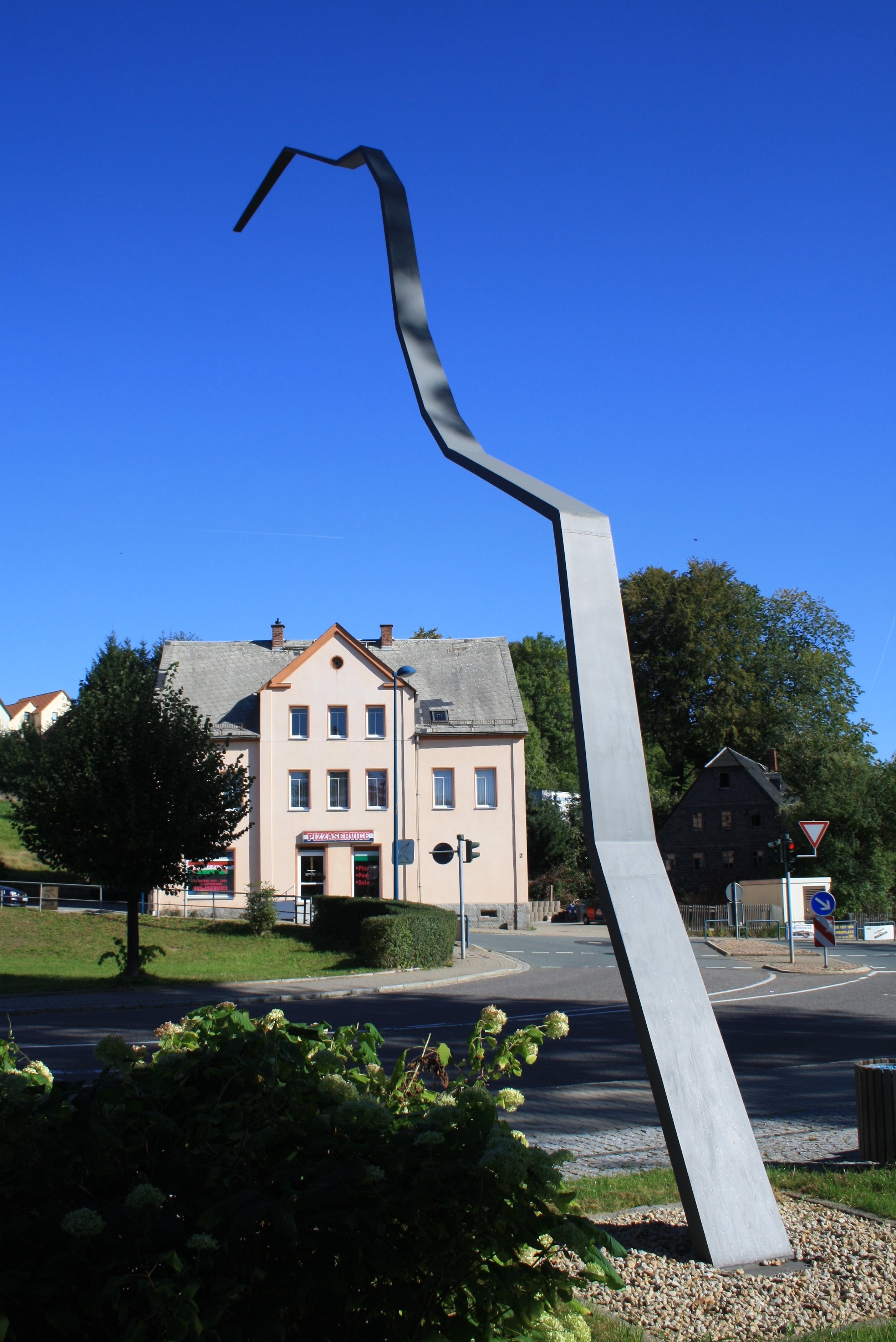
Das "Raum-Zeit-Diagramm" verdeutlicht die bergbaubedingte Bodensenkung von 9 Metern im Bereich des Meisterhausviertels in Oelsnitz/Erzgeb.

Die Skulptur zeigt das 17,4 Meter höher gelegene Niveau der Erdoberfläche vor dem Bergbau im Bereich Waldesruh (bei Oelsnitz) an

Vor allem in Oelsnitz kam es zu starken Gebäudeschäden infolge erheblicher Bodensenkungen. Die größten Senkungen von bis zu 17 m gab es im Oelsnitzer Stadtteil Waldesruh. Die Senkungen gelten als abgeschlossen. Das Grubengebäude mit einem vermuteten Resthohlraumvolumen von 47 Mio. m³ ist bis heute noch nicht vollständig geflutet, da im Gegensatz zum Zwickauer das Oelsnitzer Revier relativ trocken ist. 2004 wurde eine 700 m tiefe Bohrung in Oelsnitz abgeteuft, um Informationen über den Wasserstand der Grube sowie den Zustand des Gebirges zu erhalten. Seit 2014 ist eine weitere Grubenwassermeßstelle (GrWM) am Plutoschacht in Gersdorf aktiv. Regelmäßige Messungen an den GrWM haben insbesondere zu folgenden Erkenntnissen geführt:
- Die Flutung des Reviers wird sich vermutlich bis etwa 2032 fortsetzen und dann abgeschlossen sein.
- Insbesondere im westlichen Teil des Reviers (Oelsnitz) wurde eine steigende Mineralisation der Wässer nachgewiesen, die mit großer Sicherheit auf den Zufluss saliner Tiefenwasser zurückzuführen ist.
- Die unterschiedliche Mineralisation an beiden Messstellen weist darauf hin, dass Störungen im Grubengebäude den Wasseraustausch innerhalb der Hohlräume verhindern oder erschweren.

Neben Bodensenkungen und Grubenwasseranstieg spielte die Beseitigung von Bodenbelastungen, wie zum Beispiel am Standort des Kohlenmahlwerkes in Hohndorf, dessen Gelände zunächst saniert werden musste, für die Folgenutzung eine Rolle.
Ab 2023 ist eine Sanierung der verfüllten Schachtröhren des Pluto-Schachtes in Gersdorf und des Ida-Schachts in Hohndorf geplant. Der Pluto-Schacht hatte eine Teufe von 753 Metern, eine Schachtscheibe von 7 Metern mal 1,8 Metern und war mit Holz, Eisen und Steinen ausgebaut. Der Ida-Schacht hatte eine Teufe von 825 Metern, einen Durchmesser von 4,8 Metern und war mit Eisenringen und Holzverzug ausgebaut.